# Villalogán
Villalogán es un despoblado español del municipio de Mayorga, perteneciente a la provincia de Valladolid, en la comunidad autónoma de Castilla y León.

## Historia
Hacia mediados del siglo XIX, el lugar ya pertenecía al municipio de Mayorga y estaba despoblado. Aparece descrito en el decimosexto y último volumen del Diccionario geográfico-estadístico-histórico de España y sus posesiones de Ultramar de Pascual Madoz con las siguientes palabras:

VILLALOGAN: desp. en la prov. de Valladolid, part. jud. de Villalon, térm. jurisd. de Mayorga.
(Madoz, 1850, p. 169)